# Francisca Castillo
Francisca Castillo Couve (Santiago de Chile, 28 de marzo de 1963) es una actriz chilena de teatro, cine y televisión.

## Vida
Es hija de Sergio Luis Carlos Castillo Feliú y de Carmen Couve Rioseco. Se encuentra casada con Alejandro Sotomayor Erazo y, tienen tres hijos, entre ellos a Dominga, directora de cine, productora audiovisual y guionista.
Debutó en la teleserie La Villa, interpretando el rol secundario de Camila Montes, después apareció en la teleserie que la consagraría como una conocida actriz, en la producción Mi nombre es Lara donde protagonizó junto con otros grandes actores como Elena Muñoz, Bastián Bodenhöfer y la recordada Sonia Viveros, desde entonces apareció en diversas producciones televisivas. 
Su personaje más recordado y aplaudido es Eliana Riesling, la antagonista principal de la teleserie A la Sombra del Ángel, emitida en 1989. Estuvo diez años vigente en el mundo de las telenovelas, trabajando en producciones de Televisión Nacional de Chile y Canal 13, siendo Amor a Domicilio de 1995, el último rol estable que ha tenido.
Los siguientes años, Francisca ha incursionado en películas y obtenido participaciones breves en series de drama y comedia, como en La Nany el año 2005. Sus últimos trabajos en la televisión fueron de carácter de Actriz invitada en la nocturna Secretos en el Jardín y en la comedia romántica El Hombre de tu Vida.
Ocupó el cargo de Directora de Actores de Teatros Musicales de la Academia de Artes Escénicas de la Universidad de los Andes.

## Filmografía

### Cine
- El niño que enloqueció de amor (1998)
- Noviembre (2008)
- Debajo (2008)
- Cazuela (2008)
- De jueves a domingo (2012)
- Tráiganme la cabeza de la mujer metralleta (2012)
- La visita (2014)

### Teleseries
| Teleseries | Teleseries             | Teleseries                      | Teleseries  | Teleseries |
| Año        | Teleserie              | Rol                             | Canal       |            |
| ---------- | ---------------------- | ------------------------------- | ----------- | ---------- |
| 1986       | La villa               | Camila Montes                   | TVN         |            |
| 1987       | Mi nombre es Lara      | Anita Velasco                   | TVN         |            |
| 1988       | Las dos caras del amor | Matilde García                  | TVN         |            |
| 1989       | A la sombra del ángel  | Eliana Reisling / Ana Inchauspe | TVN         |            |
| 1991       | Villa Nápoli           | Soledad Álvarez                 | Canal 13    |            |
| 1992       | El palo al gato        | Maira Mariano                   | Canal 13    |            |
| 1994       | Champaña               | Bárbara Garcés                  | Canal 13    |            |
| 1995       | Amor a domicilio       | Yolanda Duque                   | Canal 13    |            |
| 1998       | Marparaíso             | Ana María                       | Canal 13    |            |
| 1999       | Cerro Alegre           | Gabriela Larrazaeta             | Canal 13    |            |
| 2007       | Fortunato              | Úrsula Montes                   | Mega        |            |
| 2013       | La sexóloga            | Gloria Vidal                    | Chilevisión |            |
| 2014       | Secretos en el jardín  | Lorena Contreras                | Canal 13    |            |

### Series y unitarios
| Serie de televisión | Serie de televisión          | Serie de televisión                 | Serie de televisión | Serie de televisión |
| Año                 | Serie                        | Rol                                 | Canal               |                     |
| ------------------- | ---------------------------- | ----------------------------------- | ------------------- | ------------------- |
| 1996                | Amor a domicilio, la comedia | Yolanda Duque                       | Canal 13            |                     |
| 2005                | Los Simuladores              | Emilia Llancaqueo                   | Canal 13            |                     |
| 2005-2006           | La Nany                      | Loreto López de Lérida, "Sta. Loló" | Mega                |                     |
| 2007                | Vecinos al 3 y al 4          | Paula Zaldivar                      | Canal 13            |                     |
| 2009                | Aquí no hay quien viva       | Beatriz Sandoval                    | Chilevisión         |                     |
| 2011                | Los 80                       | Teresa Amunátegui                   | Canal 13            |                     |
| 2013                | El hombre de tu vida         | Carla Cox                           | Canal 13            |                     |
| 2017                | Irreversible                 | Simone Darras                       | Canal 13            |                     |

### Programas de televisión
- A Bailar a bailar (TVN, 1989-1990) (jurado).
- Teatro en Chilevisión (Chilevisión, 2009) (invitada).

### Teatro
- El encuentramiento (1995).